# Köttersättningsprodukter

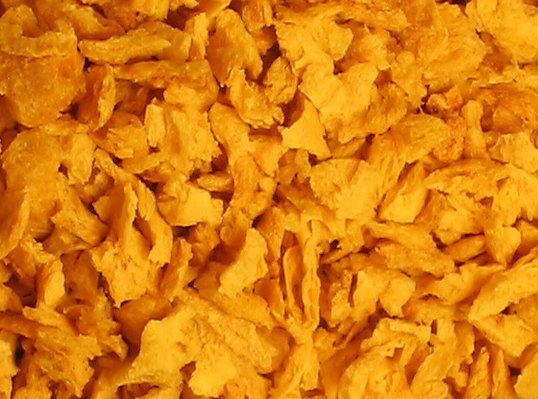
Sojaprotein är en fullvärdig proteinkälla.

Köttersättningsprodukter fungerar som alternativ till kött i en persons kost. De utformas ofta för att ersätta olika former av köttprodukters specifika egenskaper såsom smak, form och konsistens.
Köttersättning som begrepp och fenomen utgår köttkonsumtion som norm i samhället, och att en vegetarisk kost därmed kan önskas, eller av bekvämlighet, vilja vara så lik den normativa kosten som möjligt. Köttersättningsprodukter i form av hel- eller halvfabrikat är dock ett relativt nytt fenomen. Det finns vegetarisk mat som har liknande egenskaper som köttprodukter men som inte bör betraktas som ersättningsprodukter eftersom de inte utvecklats för det syftet. Bland dessa kan till exempel nämnas falafel, tofu, och tempeh.

## Fabrikat
De flesta köttersättningsprodukter framställs genom att olika råvaror genomgår en eller flera behandlingsprocesser för att bl.a. skapa rätt konsistens. Exempel på dessa är quorn och utvinning av sojaproteiner.

## Ur råvaror
En del köttersättningsprodukter kan enkelt tillverkas i hemmet. Ett konkret exempel är seitan vilket tillverkas av gluten, en proteinsammansättning, som utvinns ur vete. Man kan även göra olika biff- och köttbullsliknande maträtter med olika baljväxter. I kombination med något sädesslag blir detta dessutom en fullvärdig proteinkälla.

## Smörgåspålägg
Olika köttbaserade smörgåspålägg finns det fullgoda alternativ till. Istället för Leverpastej kan man prova Tartex och för korv- och kycklingskivor finns cheatin' som ett alternativ.

## Vegetarisk näringsersättning

### Vitamin B12
Det enda ämne som kött innehåller som inte går att ersätta vegetariskt är vitamin B12. För lakto-ovo-vegetarianer är detta inget problem eftersom det även finns i både hönsägg och komjölk. Äter man däremot en helt vegetabilisk kost måste B12 intas annan väg vanligtvis via kosten, med laboratorieframställt B12, i form av berikade vegetariska matprodukter, kosttillskott och i viss mån även groddar. Alger har även visat sig innehålla biologiskt aktivt B12, men rekommenderas inte i stora intag på grund av deras höga jodhalter. Vitamin B12 återfinns i växtprodukter efter bakteriell kontamination eller som resultat av fermentering men det är ifrågasatt om dessa mängder är tillräckliga.